# Wilhelmshavener Zeitung
Die Wilhelmshavener Zeitung (WZ) ist eine 1874 gegründete eigenständige Tageszeitung, die täglich außer sonntags in Wilhelmshaven erscheint. Sie wird von dem Medienhaus BruneMettcker, ehemals Brune-Mettcker Druck- und Verlagsgesellschaft mbH, in Wilhelmshaven im Berliner Format herausgegeben. Die Zeitung ist die einzige Tageszeitung in Wilhelmshaven. Ihr Verbreitungsgebiet ist die Stadt Wilhelmshaven und der angrenzende Landkreis Friesland. Die verkaufte Auflage beträgt 11.245 Exemplare, ein Minus von 60,2 Prozent seit 1998. Die Wilhelmshavener Zeitung bildet mit den Nachbarzeitungen Jeversches Wochenblatt und Anzeiger für Harlingerland die Zeitungsgruppe Wilhelmshaven. Die überregionalen Mantelseiten werden von der in Oldenburg erscheinenden Nordwest-Zeitung geliefert.
Seit November 2007 steht die Zeitung als ePaper auch in elektronischer Form über das Internet oder als App zur Verfügung. Dabei kann die Zeitung im Originalerscheinungsbild online gelesen, in einem erweiterten Artikellesemodus oder im Portable Document Format abgerufen werden.

## Auflage
Die Wilhelmshavener Zeitung hat in den vergangenen Jahren erheblich an Auflage eingebüßt. Die verkaufte Auflage ist in den vergangenen 10 Jahren um durchschnittlich 5,2 % pro Jahr gesunken. Im vergangenen Jahr hat sie um 5,4 % abgenommen. Sie beträgt gegenwärtig 11.245 Exemplare. Der Anteil der Abonnements an der verkauften Auflage liegt bei 86,8 Prozent.
| 1998  | 1999  | 2000  | 2001  | 2002  | 2003  | 2004  | 2005  | 2006  | 2007  | 2008  | 2009  | 2010  | 2011  | 2012  | 2013  | 2014  | 2015  | 2016  | 2017  | 2018  | 2019  | 2020  | 2021  | 2022  | 2023  | 2024  |
| ----- | ----- | ----- | ----- | ----- | ----- | ----- | ----- | ----- | ----- | ----- | ----- | ----- | ----- | ----- | ----- | ----- | ----- | ----- | ----- | ----- | ----- | ----- | ----- | ----- | ----- | ----- |
| 28265 | 27785 | 27405 | 26955 | 26343 | 25600 | 25384 | 24908 | 24495 | 23957 | 23370 | 22673 | 21615 | 20726 | 20950 | 20596 | 19691 | 18971 | 18181 | 17363 | 16712 | 16167 | 15211 | 14764 | 13138 | 12192 | 11537 |

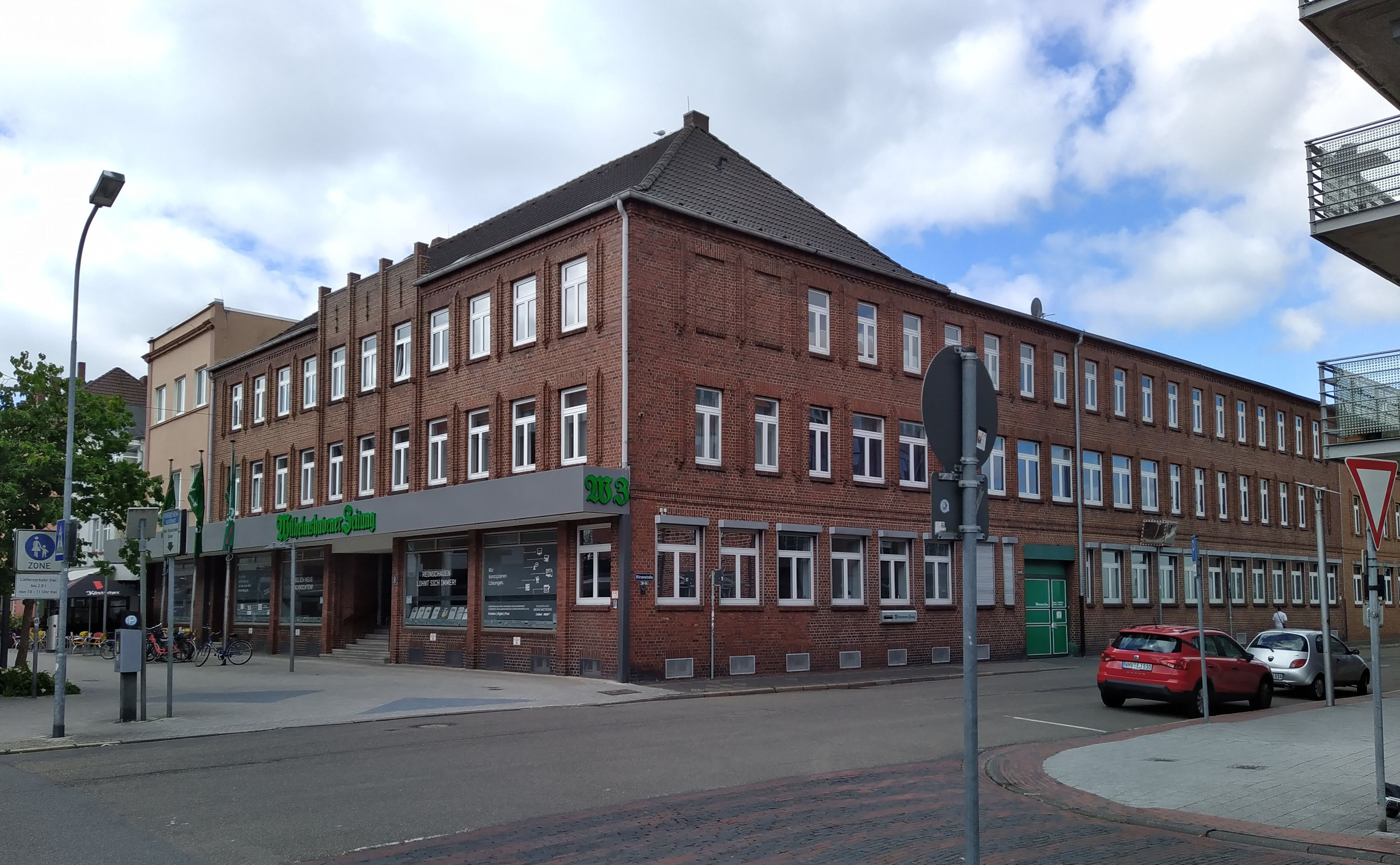
Ehemaliges Verlagsgebäude der WZ in der Parkstraße
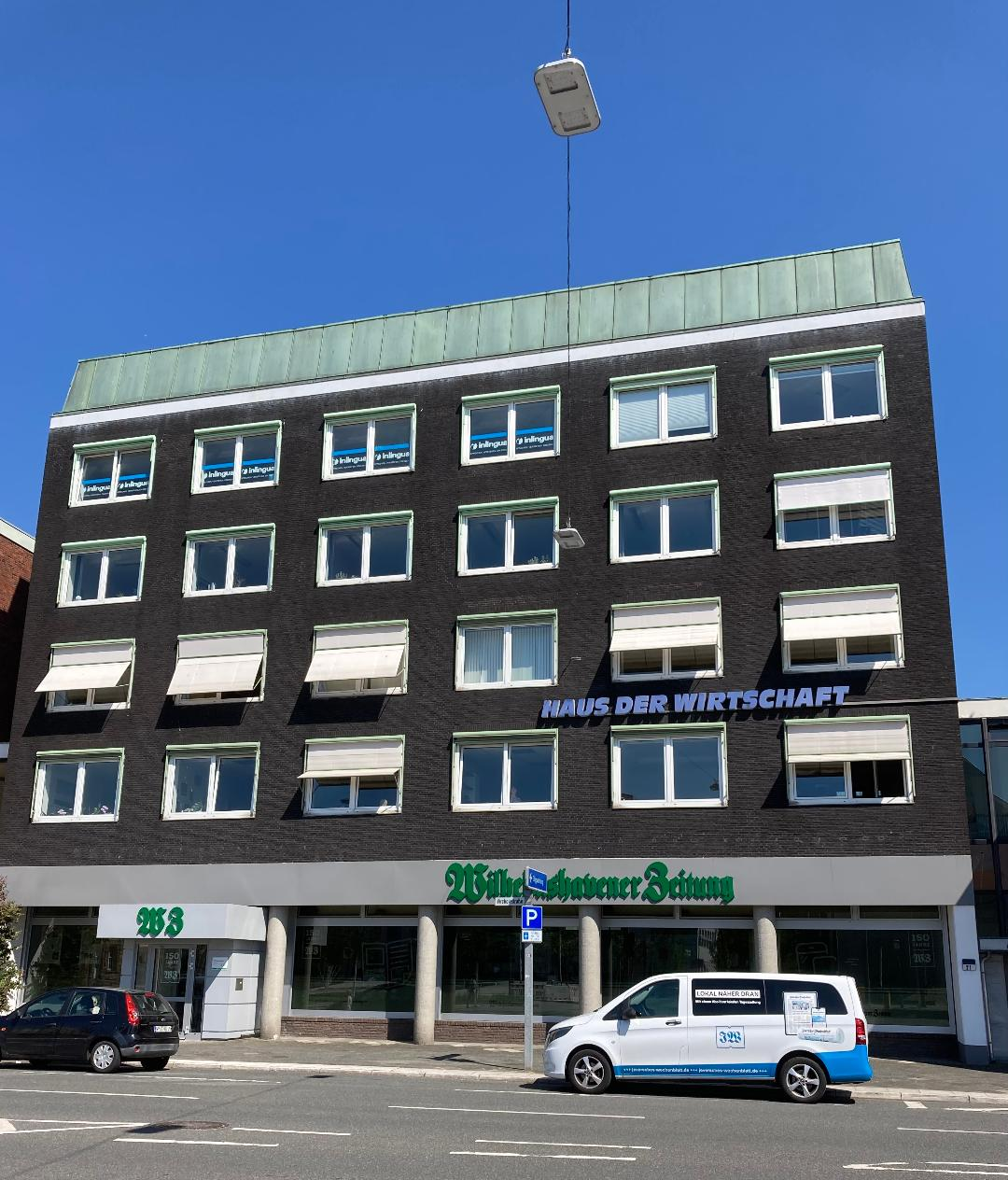
Firmensitz November 2022 in der Virchowstraße 21

## Online-Medien
Die Wilhelmshavener Zeitung ist sowohl als Printausgabe wie auch Online verfügbar. Über das Online-Angebot können auch die Artikel der Nachbarzeitungen Jeversches Wochenblatt und Anzeiger für Harlingerland abgerufen werden. Die Nachrichten aus der WZ erscheinen hier zum Teil vor der Veröffentlichung in der gedruckten Ausgabe. Beide Optionen sind kostenpflichtig und können daher nur mit einem gültigen Abonnement vollumfänglich genutzt werden.